# A kassai Mária élete sorozat mestere
A kassai Mária élete sorozat mestere 1474–77 között működött magyarországi festő. Neve nem maradt fenn. A kassai dóm főoltárán Mária életének jeleneteit festette meg 12 képtáblán. Hasonlóan lírai felfogású, mint az oltár másik mestere (a Kassai Erzsébet-legenda mestere). Színvilága a Kassai passiósorozat mesterééhez áll közel. Kompozíciói konzervatív típusokat követnek. Az angyali üdvözletet ábrázoló táblájának liliomos virágvázája a németalföldi mesterekre emlékeztet. Rajztudása egy szinten áll a főoltár másik két említett mesterével.